# Explosion de 1634 à La Valette
Une explosion le 12 septembre 1634 à La Valette est survenue lorsqu'une usine hospitalière de poudre à canon explose accidentellement, tuant 22 personnes et causant de graves dommages à un certain nombre de bâtiments. L'usine avait été construite à la fin du XVIe siècle ou au début du XVIIe siècle, remplaçant une usine antérieure au fort Saint-Ange à Il-Birgu. Il était situé dans la partie inférieure de La Valette, près de la prison des esclaves (en).
L'explosion endommage l'église et le collège (en) jésuites à proximité. La façade de l'église est reconstruite vers 1647 par l'architecte Francesco Buonamici, tandis que les parties endommagées du collège sont immédiatement reconstruites après l'explosion.
L'usine de poudre à canon n'a pas été reconstruite. Vers 1667, une nouvelle usine est construite à Floriana, loin de tout quartier résidentiel. Cette usine est intégrée au complexe Ospizio au début du XVIIIe siècle.